# Candipuro/Titiwangi
Candipuro/Titiwangi is een bestuurslaag in het regentschap Lampung Selatan van de provincie Lampung, Indonesië. Candipuro/Titiwangi telt 5652 inwoners (volkstelling 2010).